# Krasnojarská jaderná elektrárna
Krasnojarská jaderná elektrárna (rusky Красноярская АЭС) je plánovaná jaderná elektrárna v Rusku. Nacházet se bude poblíž města Cholmogorkoje v Krasnojarském kraji. Plány na výstavbu elektrárny byly oznámeny v srpnu 2024 v rámci nového programu výstavby jaderných elektráren dle vlády Ruska. Elektrárna by měla disponovat čtyřmi pokročilými rychlými množivými reaktory RBN, které jsou nástupci reaktorů typu BN a konkrétně modelu BN-1200.

## Historie a technické informace

### Počátky
Poprvé byly plány na výstavbu druhé jaderné elektrárny v Krasnojarském kraji nečekaně zveřejněny v srpnu 2024. V té době ruská vláda oznámila, že v rámci nového plánu na výstavbu jaderných elektráren do roku 2042 má v úmyslu realizovat výstavbu až 33 nových jaderných reaktorů po celém Rusku.

## Informace o reaktorech
| Reaktor       | Typ reaktoru | Výkon | Výkon   | Zahájení výstavby | Připojení k síti | Uvedení do provozu | Uzavření |
| Reaktor       | Typ reaktoru | Čistý | Hrubý   | Zahájení výstavby | Připojení k síti | Uvedení do provozu | Uzavření |
| ------------- | ------------ | ----- | ------- | ----------------- | ---------------- | ------------------ | -------- |
| Krasnojarsk-1 | RBN          |       | 1255 MW |                   | 2037             |                    |          |
| Krasnojarsk-2 | RBN          |       | 1255 MW |                   | 2039             |                    |          |
| Krasnojarsk-3 | RBN          |       | 1255 MW |                   | 2041             |                    |          |
| Krasnojarsk-4 | RBN          |       | 1255 MW |                   | 2042             |                    |          |